# Longing Peninsula
Longing Peninsula är en udde i Antarktis. Den ligger i Västantarktis. Argentina, Chile och Storbritannien gör anspråk på området.
Terrängen inåt land är kuperad åt nordväst, men åt sydost är den platt. Havet är nära Longing Peninsula åt sydost. Trakten är obefolkad. Det finns inga samhällen i närheten.